# Red Bull Arena (Salcburk)
Red Bull Arena je fotbalový stadion, nacházející se v rakouském městě Salcburk. Byl dostavěn v roce 2003 jako jeden z hostitelských stadionů Mistrovství Evropy ve fotbale 2008 a jako domácí stánek klubu FC Red Bull Salzburg. Pojme necelých 32 000 sedících diváků.